# Infrastruktura kao servis
Infrastruktura kao servis (Iaas) je jedan od tri osnovna tipa razvojnih modela računarstva u oblaku. Druga dva su softver kao servis i platforma kao servis.
Korisniku je kao usluga pružena mogućnost korišćenja računarske infrastrukture u vidu virtuelne platforme. Korisnik može da upravlja virtuelnim uređajima, umrežavanjem, skladištenjem podataka, i drugim osnovnim računarskim resursima. U okviru virtuelne infrastrukture korisnik može pokrenuti različite vrste programske podrške, od operativnog sistema do aplikacija. Korisnik može imati i ograničeni nadzor nad odabranim komponentama umrežavanja . Za pristup infrastrukturi može se koristiti Internet ili može definisati VPN konekcija. Neki od provajdera infrastrukture kao servisa su Amazon CloudFormation (EC2), Rackspace Cloud, i drugi.
Da bi IaaS bio dostupan korisnicima, neophodan je softver koji provajderima oblaka omogućava administraciju infrastrukture, jednostavno dodeljivanje resursa korisnicima, upravljanje infrastrukturom i merenje performansi.
Neki od alata za upravljanje oblakom su: 
- OpenStack,
- OpenNebula,
- Eucalyptus,
- AppLogic i drugi.